# Нижние Вязовые (городское поселение)
Городско́е поселе́ние посёлок городского типа Нижние Вязовые — муниципальное образование в Зеленодольском районе Татарстана Российской Федерации.
Административный центр — пгт Нижние Вязовые.

## История
Статус и границы городского поселения установлены Законом Республики Татарстан от 31 января 2005 года № 24-ЗРТ «Об установлении границ территорий и статусе муниципального образования "Зеленодольский муниципальный район" и муниципальных образований в его составе».

## Население
| 2010  | 2011  | 2012  | 2013  | 2014  | 2015  | 2016  |
| ----- | ----- | ----- | ----- | ----- | ----- | ----- |
| 8114  | ↘8102 | ↗8107 | ↗8150 | ↗9278 | ↗9281 | ↘9237 |
| 2017  | 2018  | 2021  |       |       |       |       |
| ↘9151 | ↘9039 | ↘8279 |       |       |       |       |

## Состав городского поселения
| №  | Населённый пункт | Тип населённого пункта            | Население |
| -- | ---------------- | --------------------------------- | --------- |
| 1  | Большое Ходяшево | село                              |           |
| 2  | Бритвино         | село                              | ↗31       |
| 3  | Исаково          | деревня                           |           |
| 4  | Луговой          | посёлок                           |           |
| 5  | Малое Ходяшево   | посёлок                           |           |
| 6  | Малые Юрты       | деревня                           |           |
| 7  | Мизиново         | село                              |           |
| 8  | Нижние Вязовые   | пгт, административный центр       | ↘7053     |
| 9  | Протопоповка     | деревня                           |           |
| 10 | Русские Ширданы  | деревня                           |           |
| 11 | Улитино          | деревня                           |           |
| 12 | Ходяшево         | посёлок железнодорожного разъезда |           |